# John Lü Peisen
John Lü Peisen (chiń. 呂培森; ur. 7 sierpnia 1966) – chiński duchowny katolicki, biskup Yanzhou od 2011.

## Życiorys
Święcenia kapłańskie otrzymał 17 grudnia 1989.
Został wybrany biskupem ordynariuszem Yanzhou. Sakrę biskupią przyjął z mandatem papieskim 20 maja 2011. 